# Cardiaspina albitextura
Cardiaspina albitextura är en insektsart som beskrevs av Taylor 1962. Cardiaspina albitextura ingår i släktet Cardiaspina och familjen rundbladloppor. Inga underarter finns listade i Catalogue of Life.